# Иверийская улица (Тбилиси)
Иверийская улица (груз. ივერიის ქუჩა) — улица в Тбилиси, в историческом районе Старый город.
Проходит от улицы Коте Абхази до улицы Вахтанга Беридзе.
Эта узкая и извилистая улица, около 170 метров длиной. Имеет 1 полосу движения.

## История

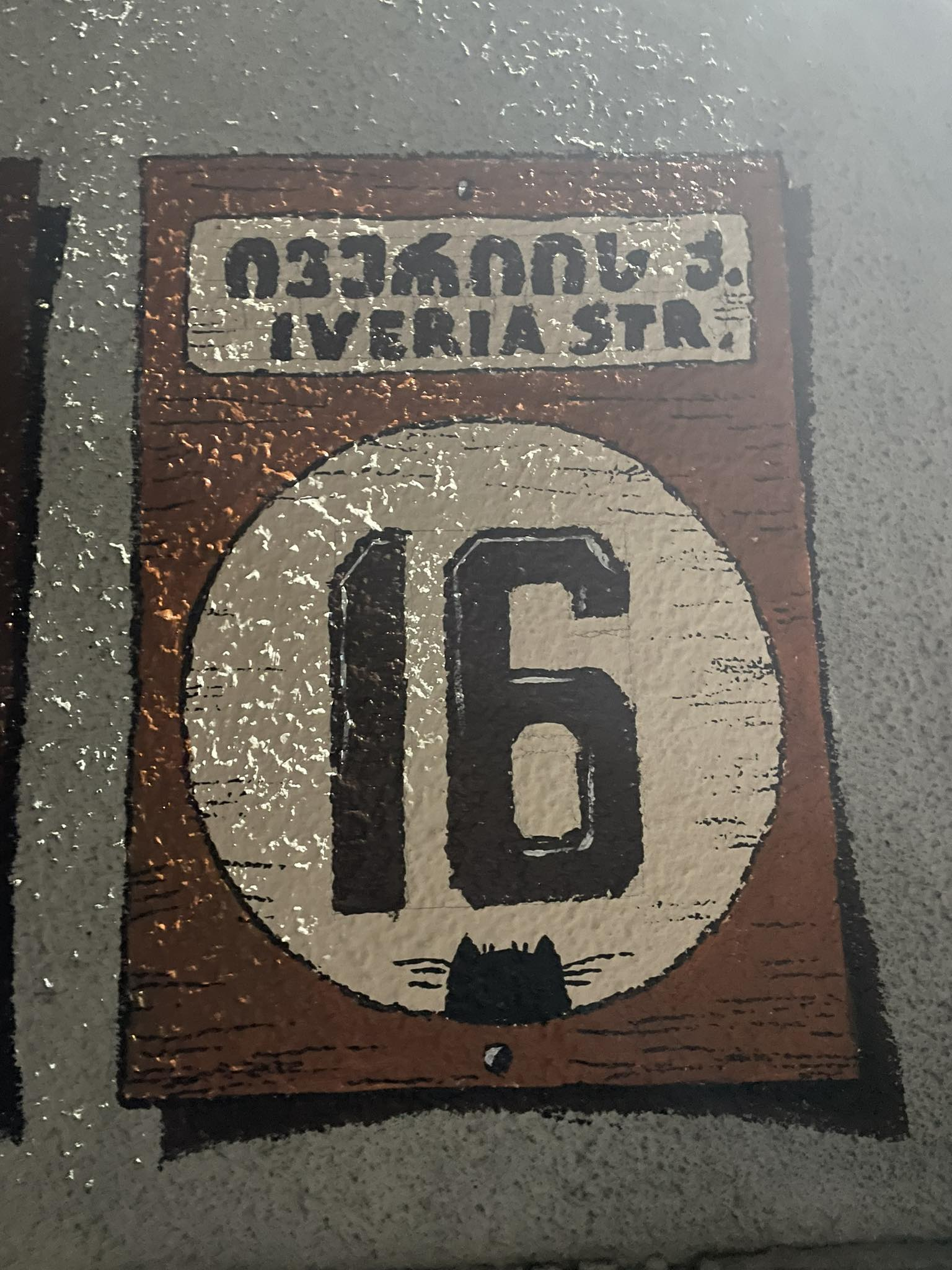

Упоминается на плане города 1785 года, составленном Александром Пищевичем. Отмечена на плане города 1844 года. Продолжалась до церкви Норашенской Богоматери, поэтому прилегающая к церкви часть улицы называлась Норашенской улицей (ныне — улица Григола Хандзтели), часть, выходящая к улице Армянский базар (ныне — Улица Коте Абхази), — Угольной. В 70-е годы XIX века улицу продлили до Хлебной площади. В 1960 году Угольная улица была переименована в Иверийскую улицу.

## Достопримечательности
Сохранилась жилая застройка 90-х годов XIX века.